# Sarò io la tua Fortuna
Sarò io la tua Fortuna è un romanzo storico del 2015 di Loredana Frescura.

## Trama
Italia, anni della Prima Guerra Mondiale; visto che sa leggere e scrivere, i soldati chiedono a Rigo di scrivere per loro lettere da recapitare alle loro famiglie. Alla morte di Toni, Rigo decide di scappare dall'esercito insieme a Fortuna, andando incontro a un tremendo segreto sul passato di Toni.

## Edizioni in lingua italiana
- Sarò io la tua Fortuna, 2015, Giunti Editore